# 15109 Wilber
15109 Wilber eller 2000 CW61 är en asteroid i huvudbältet som upptäcktes den 2 februari 2000 av LINEAR i Socorro County, New Mexico. Den är uppkallad efter Harold T. Wilber.
Asteroiden har en diameter på ungefär 3 kilometer, den tillhör asteroidgruppen Vesta.